# Rio Pinheirinho
O rio Pinheirinho é um rio brasileiro do estado de Santa Catarina. 